# Omobranchus anolius
Omobranchus anolius es una especie de pez de la familia Blenniidae en el orden de los Perciformes.

## Morfología
• Los machos pueden llegar alcanzar los 7,5 cm de longitud total.

## Reproducción
Es ovíparo.

## Hábitat
Es un pez de mar y de clima subtropical y asociado a los  arrecifes de coral-

## Distribución geográfica
Se encuentra al este de Australia (desde el Golfo de Carpentaria hasta Australia Meridional ).